# Kósa Ádám
Dr. Kósa Ádám (Budapest, 1975. július 1.) magyar jogász, fogyatékosságügyi érdekvédelmi vezető, politikus, 2009 óta a Fidesz európai parlamenti képviselője. A Siketlimpiát szervező, a Nemzetközi Olimpiai Bizottság által elismert Siketek Nemzetközi Sportbizottsága (ICSD) elnöke 2022 óta. A Siketek és Nagyothallók Országos Szövetsége (SINOSZ) elnöke volt 2005-2022 között. 

## Pályafutása
2000-ben szerzett jogi végzettséget a Pázmány Péter Katolikus Egyetem Jog- és Államtudományi Karán. 2005-ben jogi szakvizsgát szerzett, illetve sportszervező-menedzseri végzettséget a Semmelweis Egyetem Testnevelési- és Sporttudományi Karán. 2001-2005 között ügyvédjelöltként, 2005-től egyéni ügyvédként dolgozott.
2001-2005 között a Siketek és Nagyothallók Országos Szövetsége (SINOSZ) elnökségi tagja, majd 2005-től elnöke 2022-ig. 2022 óta ismételten az elnökség tagja.
Korábban tagja volt az Országos Fogyatékosságügyi Tanácsnak (OFT), dolgozott a Fogyatékos Emberek Szervezeteinek Tanácsa (FESZT) elnökeként és alelnökeként, a Magyar Paralimpiai Bizottság elnökségi tagjaként, valamint a Magyar Hallássérültek Sportszövetsége (MHSSZ) alelnökeként is. 
Tagja volt a Siketek Világszövetsége (WFD), az Európai Siketek Szövetsége (EUD), valamint a Siketek Nemzetközi Sportbizottsága (ICSD) jogi bizottságainak.
Az Európai Parlamentben jelenleg a Foglalkoztatási és Szociális Bizottság (EMPL) és a Japánnal fenntartott kapcsolatokért felelős küldöttség (D-JP) tagja. A legrégebb óta működő európai parlamenti frakcióközi munkacsoport, a Fogyatékosságügyi Munkacsoport (DI) akadálymentesítésért felelős elnökségi tagja, korábban a legelső, fogyatékossággal élő elnöke.
Siketként az első ügyvéd és az első európai parlamenti képviselő, aki jelnyelven kommunikál.

## Tevékenysége az Európai Parlamentben
Dr. Kósa Ádám 2009 óta európai parlamenti képviselő. Aktivitását jól mutatja, hogy csak 2019-2023 között 85 alkalommal szólt hozzá a plenáris ülésteremben folytatott vitákhoz. Felkészültségét mutatja, hogy a legkülönbözőbb témákban szólalt fel. Kósa szót emelt a nők és férfiak egyenlő bérezése érdekében, a minimáljövedelem kapcsán, a fogyatékossággal élő személyek egyenlő joga érdekében éppúgy, mint a mentális egészség digitális világban való megőrzése témájában. Felszólalt a kontinens elöregedése kapcsán, méltányos munkakörülményeket sürgetett a platform-munkavállalók számára, cselekvést szorgalmazott a ritka betegségek elleni küzdelemben és sürgette, hogy a fiatalok foglalkoztatása érdekében tegyen többet az EU. Kiállt a munkájuk során rákkeltő anyagokkal, például azbeszttel kapcsolatos kockázatoknak kitett emberekért, máskor pedig hangsúlyozta, hogy a gyermekek oktatásáért világszerte többet kell tenni. 
Kósa szívügye minden fogyatékossággal élő ember helyzetének javítása, ezért felszólalt az autista emberek foglalkoztatásáért, aktív részese volt az új Fogyatékosságügyi Stratégia elfogadásának, de szólt a ritka betegségekben szenvedők és krónikus fáradsággal küzdő betegek érdekében is. 

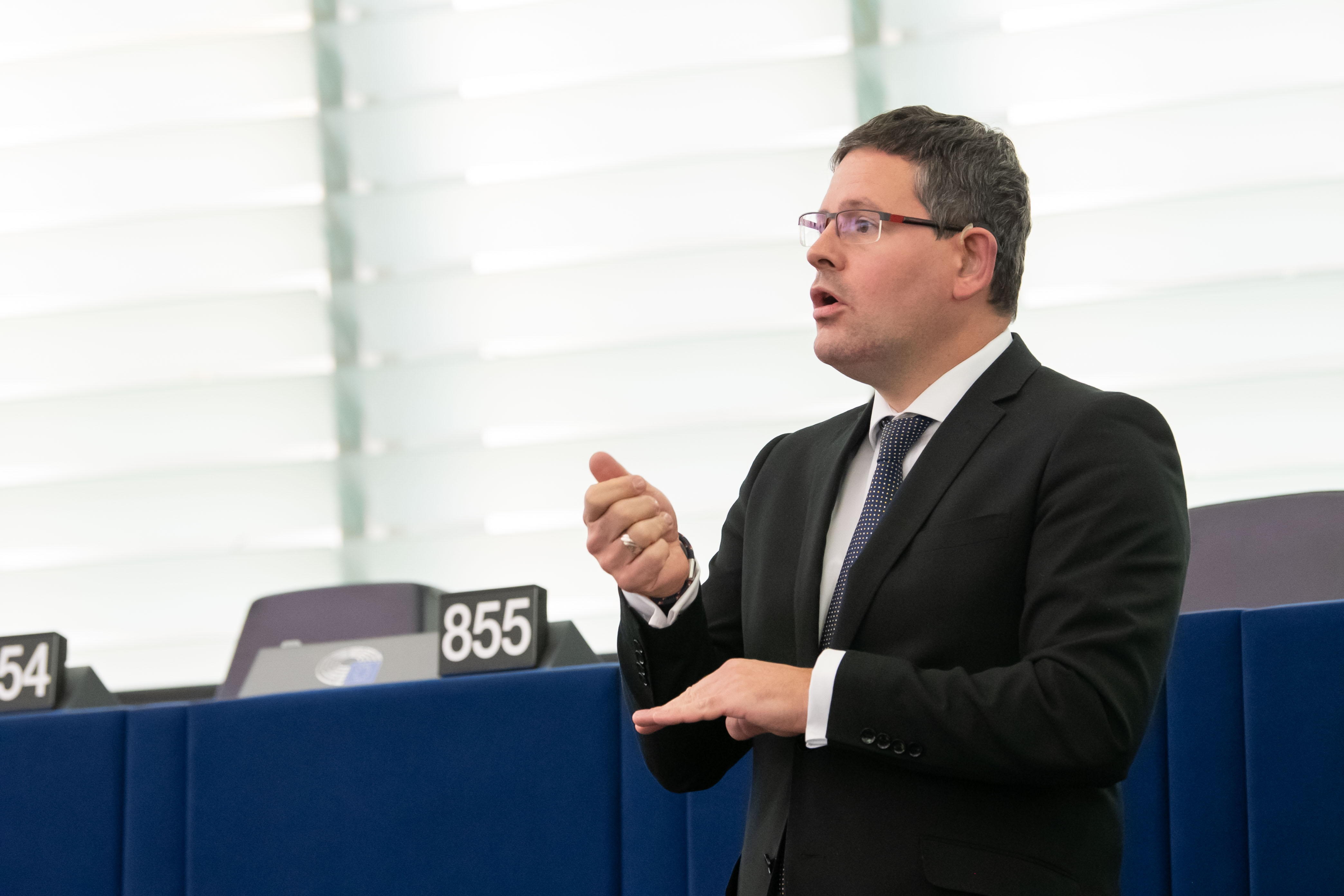
dr. Kósa Ádám, Európai Parlament

Kósa meggyőződése, hogy a munkaalapú társadalom a kulcs a jobb és igazságos jövő felé. Ezért rendszeresen jó példaként állította a plénum elé a magyar szociálpolitikai eredményeket és családpolitikai intézkedéseket, felhívva a figyelmet többek között arra, hogy Magyarországon tíz év alatt közel egymillió új munkahely jött létre, komoly családi adókedvezmény-rendszer segíti az emberek jobb életét és jóval kevesebb magyar embert fenyeget a szegénység, mint az EU-ban. Kósa az EP-ben zajló politikai vitákat komoly hazai szakmai műhelymunkával támogatja meg: munkaerőpiaci témákban rendszeres vendége magyarországi és határon túli kerekasztal-beszélgetéseknek.
Kósa a válsághelyzetekben is az aktív cselekvés híve. A Covid-19 járvány idején felhívta az Európai Parlament plenáris ülése figyelmét arra, hogy a siketek kommunikációját segíti az átlátszó maszk viselése és szót emelt az értelmi fogyatékossággal élőkért is, akiknek helyzetét a járvány különösen megnehezítette és példaként állította Magyarországot, ahol jelnyelvi tolmács tette érthetővé az operatív törzs napi tájékoztatását. Az Ukrajnában dúló háború idején pedig a fogyatékossággal élő ukrán menekültekért emelt szót. 
Kiállt a plénum elé a „Minority Safe Pack” kezdeményezésért az őshonos nemzeti kisebbségek védelme érdekében, de nem csak Európára tekintett munkája során, hanem a világ más részein élőkért is elhivatottságot érez: felszólalt a nigériai keresztényüldözés ellen éppúgy, mint a mianmari vallási és etnikai kisebbségek védelmében; kiállt a bangladesi munkavállalók jogaiért és a Haitii-n történt földrengés áldozatainak megsegítése érdekében is. Kósa hangsúlyozta, hogy Európa stabilitása Afrikával kezdődik: a segítséget kell helybe vinni, és erőteljes javulást kell elérni a migrációt kiváltó okokban: biztonság, az élelmezésbiztonság, a megfelelő foglalkoztatási, magánberuházási és oktatási lehetőségek hiányának kezelésében.
Dr. Kósa Ádám 2009 óta és jelenleg is tagja az Európai Parlament Foglalkoztatási és Szociális Bizottságának (EMPL), valamint 2014 óta póttagja a Fejlesztési Bizottságnak (DEVE). A mai napig aktívan segíti a Petíciós Bizottság munkáját, amelynek 2019 és 2020 közt volt tagja. Emellett immár csaknem 15 éve mozgatórugója a Fogyatékosságügyi Munkacsoportnak is.
Szakbizottság tagként Kósa árnyék előadója volt az ENSZ CRPD-egyezmény fényében a foglalkoztatás és a munkavégzés során alkalmazott egyenlő bánásmód általános kereteinek létrehozásáról szóló 2000/78/EK tanácsi irányelv végrehajtásáról szóló jelentésnek valamint az Európai ombudsman tevékenységéről szóló 2019. évi éves jelentésnek. Szintén árnyék-előadóként dolgozott számos véleményen a legkülönbözőbb témákban: a globális erdőirtás megállítására és visszafordítására szolgáló uniós kerettől kezdve, a mesterséges intelligencia, a robotika és a kapcsolódó technológiák etikai szempontjaira vonatkozó szabályozási kereten át a Törökország által elért eredményeket tárgyaló éves jelentésig vagy az uniós jog alkalmazásának ellenőrzéséig. És természetesen szakbizottsági munkája során is számtalan alkalommal felszólalt, például a minimálbér kapcsán vagy éppen a Benes dekrétumok ügyében.
Kósa állásfoglalási indítványt nyújtott be a magyar politikai életben kiemelt jelentőségű témákban: az aktív befogadást biztosító megfelelő minimáljövedelem kapcsán; az Európai Bíróság Magyarországot támadó jogállamisági eljárásban hozott ítéletének következményei tárgyában; továbbá kiállt a Magyar Országgyűlés által elfogadott gyermekvédelmi törvény mellett.

Kósa Ádám mindig érzékeny a szükségben lévő emberek felé: szóbeli kérdést intézett az Európai Bizottsághoz többek között a 2020 utáni európai fogyatékosságügyi stratégia kapcsán, vagy védelmébe véve azt 130 ezer bolgár embert is, akik 2020-ban nem jutottak megfelelő ivóvízhez, máskor pedig azokat a kamionsofőröket, akiknek egy elhibázott uniós döntés miatt rossz higiéniai körülmények közt, alacsony biztonságú parkolókban kell tölteniük a pihenő idejüket.

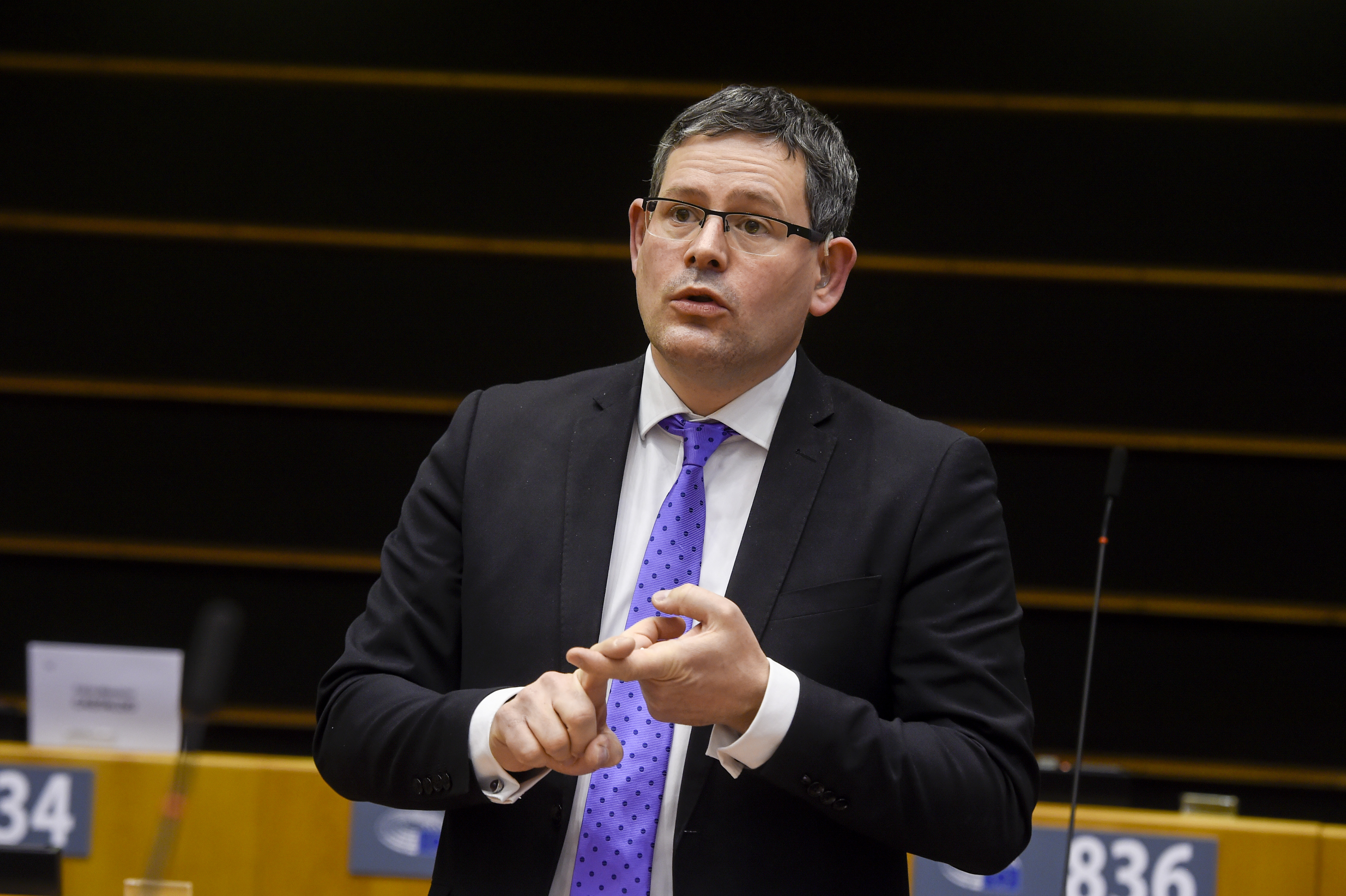
dr. Kósa Ádám, Európai Parlament

Az Európai Parlament első és jelenleg egyetlen siket képviselőjeként Kósa elhivatottan tesz azért, hogy a fogyatékossággal élők ne küzdjenek akadályokkal, hanem úgy a  mindennapokban, mint a munkájukban vagy éppen a választások idején másokkal egyenlően élhessenek. Kósa meggyőződése, hogy ahogy idősödünk és érzékeink romlanak, előbb-utóbb mindannyiunknak akadálymentes környezetre lesz szükségünk. Éveken át folytatott kitartó munkája eredménye, az Európai Akadálymentesítési Irányelv elkészült és már a magyar jogba is átültetésre került. Ennek alkalmazása azonban felkészült szakembereket igényel majd és komoly párbeszédet, mert az akadálymentesítés egy folyamat, amely együtt tanulást és változtatást jelent, mindannyiunk részvételével. Ezért szorgalmazta Kósa is az „AccessibleEU” erőforrásközpont felállítását. Nagy eredmény, hogy ez a központ létrejött végre a fogyatékossággal élő személyek jogairól szóló 2021–2030-as stratégiája alapján - amelynek kidolgozásában oroszlánrésze volt Kósa Ádámnak is - és egyfajta tudásközpontként szolgál majd az akadálymentesítésben érdekelt valamennyi érdekelt fél részére.

## Nyelvismerete
Magyar jelnyelv, nemzetközi jelnyelv, magyar, angol, német.

## Művei
- A hallássérült személyekre vonatkozó jog áttekintése; szerk. Kósa Ádám, Lovászy László, Tapolczai Gergely; Fogyatékosok Esélye Közalapítvány, Bp., 2004 (Jelnyelvi tolmácsképzés sorozat)

### Külső hivatkozások
- A Wikimédia Commons tartalmaz Kósa Ádám témájú kategóriát.
- Profil, Fidesz (magyar)
- EP